# Знахар (роман)
Знахар (пол. Znachor) — роман Тадеуша Доленга-Мостовича 1937 року, в якому зображено трагічне життя геніального хірурга Рафала Вільчура. Насамперед задумувався як сценарій, проте, після його відхилення, автор був змушений переробити історію на роман. Внаслідок успіху роману, письменник написав продовження — «Професор Вільчур» (1939 року).

## Сюжет
Це розповідь про відомого геніального варшавського хірурга Рафала Вільчура. Одного дня, його покидає кохана дружина, яка тікає разом зі своїм коханцем. У розпачі він бродить по місту та стає жертвою волоцюг. Від удару в голову втрачає пам'ять. Забувши хто він, Вільчур протягом багатьох років блукає по провінційній Польщі, хапаючись за будь-яку роботу. Врешті-решт, він знаходить притулок у сільського мельника та розпочинає свою знахарську діяльність, зокрема рятує мельникового сина від каліцтва.

## Екранізації
- «Знахар» — польський фільм 1937 року. Режисер — Міхал Вашинський.
- «Знахар» — польський фільм 1982 року. Режисер — Єжи Гоффман.
- «Знахар» — польський фільм 2023 року. Режисер — Міхал Ґазда.